# Titus Türk

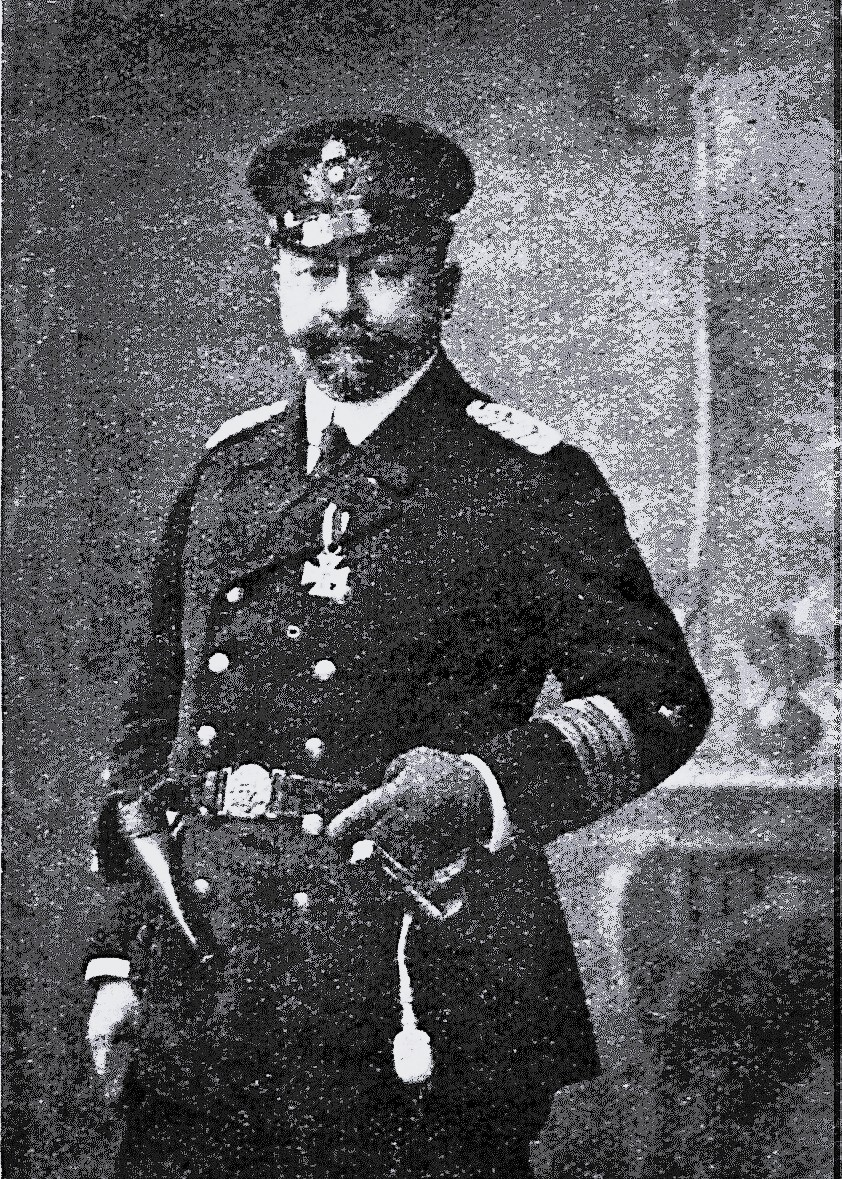
Kapitän zur See Titus Türk (1915)

Titus Carl Emmerich Türk (* 25. Mai 1868 in Lübeck; † 7. Juni 1952 ebenda) war ein deutscher Konteradmiral.

## Leben

### Herkunft
Titus Türk war der Sohn des Lübecker Physikus Carl Türk und ein Enkel des gleichnamigen Rechtshistorikers Karl Türk. Seine Mutter Emmy, geborene Eschricht, gründete 1870 den ersten Rotkreuz-Frauenverein in Lübeck. Sie und Türks Schwester Eva, die erste Frau von Wolf Ernst Hugo Emil von Baudissin, waren auch schriftstellerisch tätig. August Godtknecht schuf 1873/74 Kinderporträts von ihm und seiner Schwester.
Auf dem Katharineum legte er zu Ostern 1888 seine Reifeprüfung ab. Die in der Stadt liegenden Schiffe hatten in dem Jungen bereits die Lust zur Seefahrt geweckt und er verbrachte seine freie Zeit auf Seglern in der Ost- und Nordseefahrt.

### Militärkarriere
Unmittelbar nach dem Abitur trat Türk am 13. April 1888 als Kadett in die Kaiserliche Marine ein. Nach seiner Grundausbildung an Land und auf dem Schulschiff Niobe absolvierte er die Marineschule.

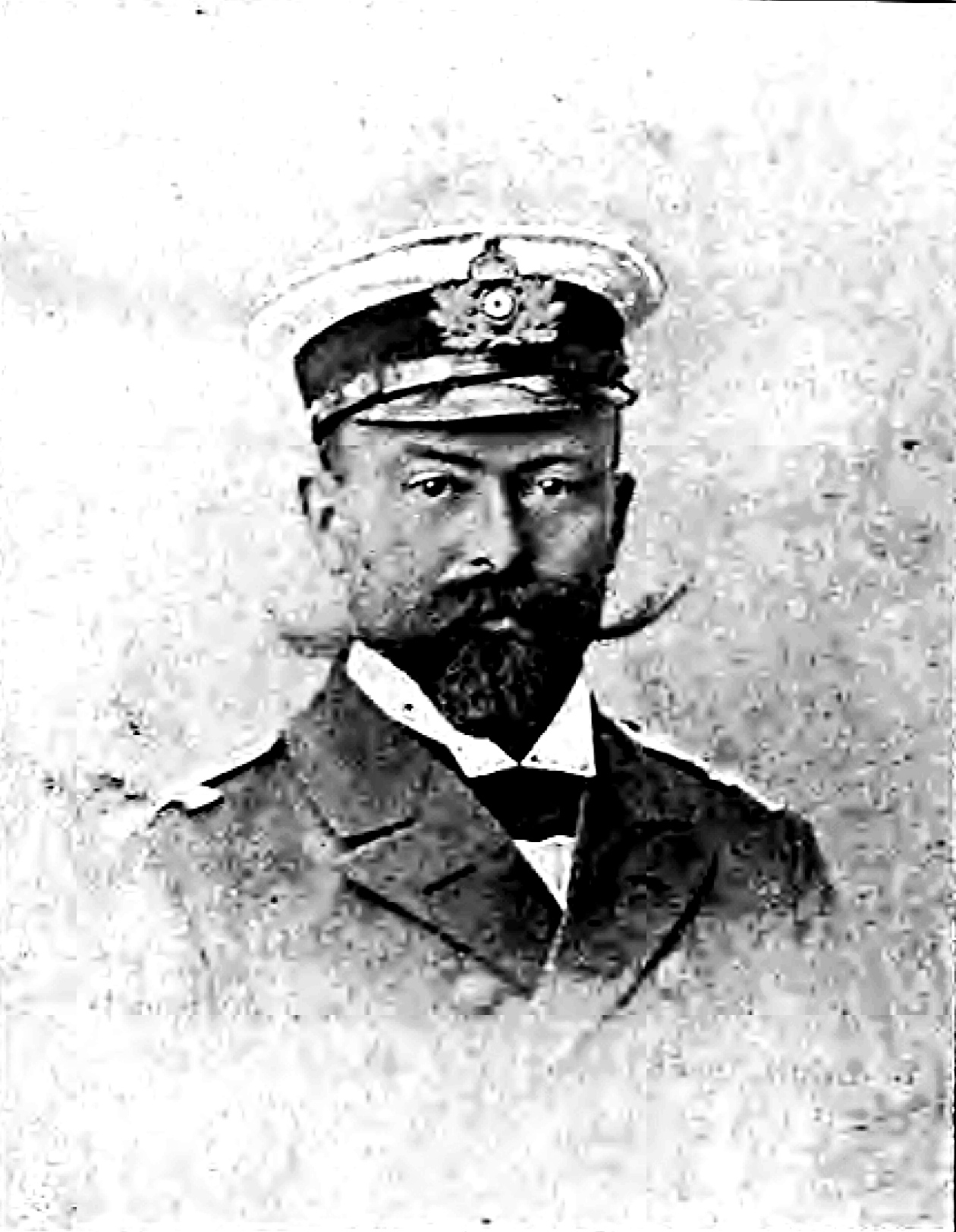
Held von Venezuela

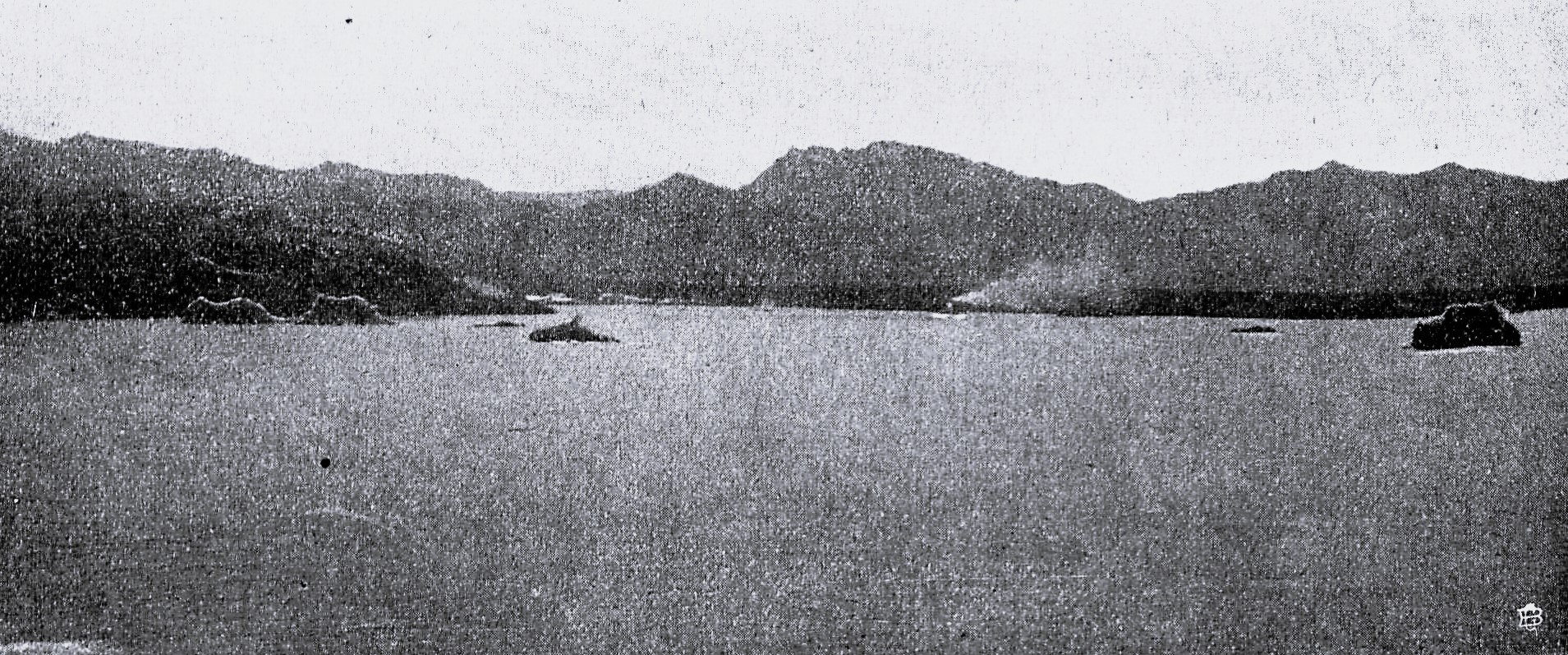
Hafen von Guanta

In den folgenden Jahren fuhr er als Artillerieoffizier auf dem Kreuzer Sperber in der Südsee, nach Ostindien, Deutsch-Ost- und -Südwestafrika, sowie Kamerun. Er war an Bord der Kreuzerfregatte Stosch, kam zur Torpedowaffe und fuhr als Kommandant die Torpedoboote S 62 und S 85. Letztgenanntes verlor er nach einem Manöver in schweren Weststurm am Staberhuk auf Fehmarn am 15. August 1898 im Fehmarnbelt. Bei diesem lief das Schiff erst auf Grund und sank dann. Die Besatzung wurde gerettet, das Boot geborgen und wieder in Dienst gestellt. Er begleitete die Kaiseryacht Hohenzollern auf ihren Nordlandfahrten mit S 72 als Depeschenboot, bevor er Lehrer an der Torpedoschule in Mürwik wurde.
Als Kapitänleutnant und Erster Offizier des Kleinen Kreuzers Gazelle fuhr Türk 1902 nach Westindien. Während der Blockade Venezuelas wurde unter seiner Führung im Hafen von Guanta das venezolanische Kanonenboot Restaurador (ex US-amerikanische Jacht Atalanta) geentert, dessen Kommandant der spätere General und Revolutionsführer Román Delgado Chalbaud war. Türk wurde unter der Verleihung des Roten Adler-Ordens IV. Klasse zum Kommandanten des Schiffes ernannt. Das Schiff wurde in Port of Spain, Trinidad mit englischer Hilfe gründlich überholt. Ab Anfang Januar 1903 war die Restaurador im Blockadedienst tätig und wurde im Februar 1903 nach Abschluss der Blockade an die venezolanischen Behörden zurückgegeben. 
Türk bezeichnete sie wiederholt als Kreuzer; nach Größe und Bewaffnung war sie aber ein Kanonenboot.
Ab 5. April 1905 war Türk Erster Offizier auf dem Panzerkreuzer Prinz Heinrich und kam ein Jahr später in gleicher Funktion auf die Roon. Nach Ausfall des Kommandanten am 3. Februar 1906 zum Korvettenkapitän befördert, wurde Türk Kommandant der Roon. Dies war damals für ihn eine große Auszeichnung. Am 25. Juni 1906 wurde er zum Kommandeur der 2. Abteilung der I. Werftdivision ernannt.

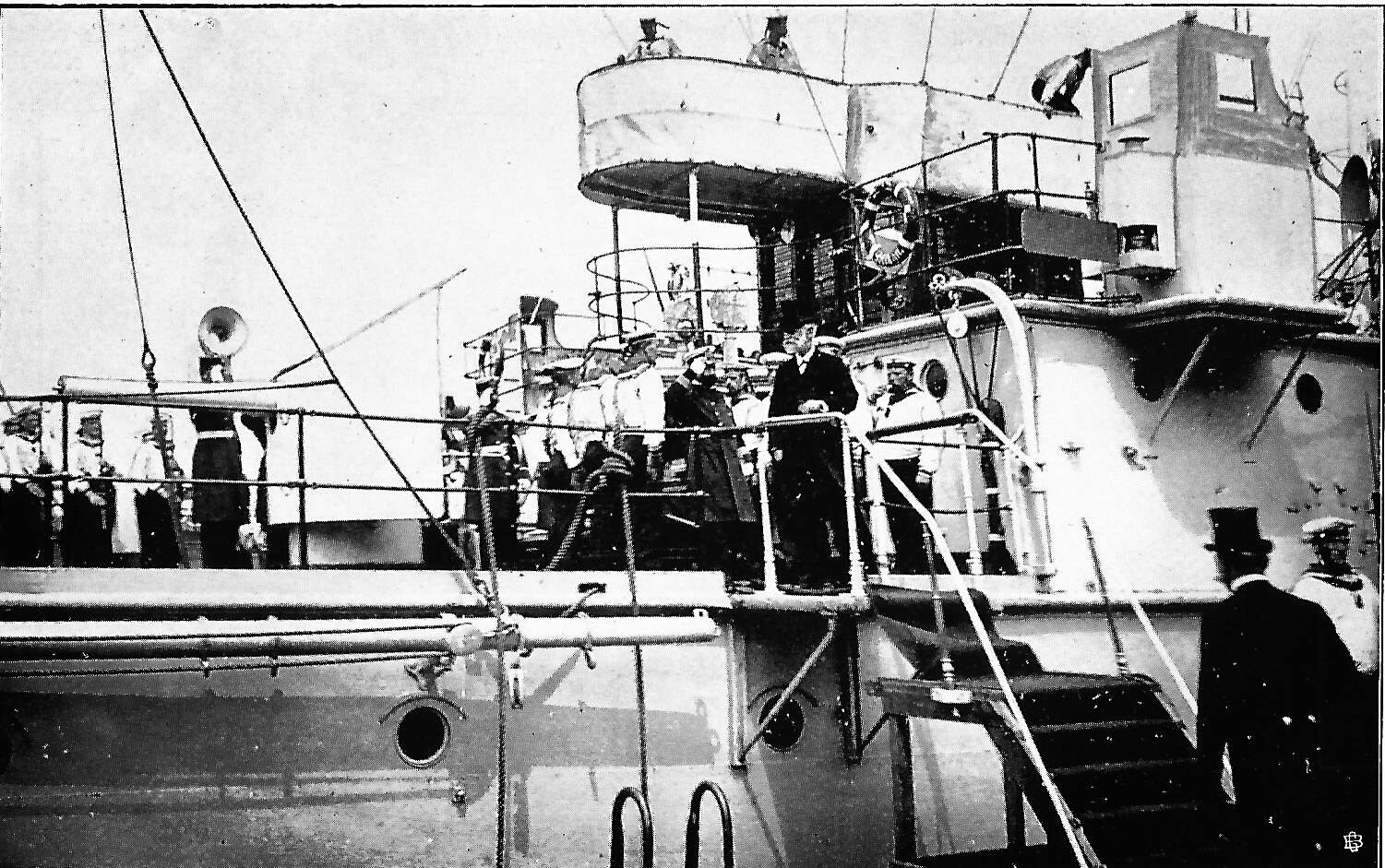
Besuch an Bord S. M. S. Pelikan am 15. Juli 1909.

Von 1907 an war er an der Entwicklung des „Minen- und Sperrwesens“ beteiligt. Am 19. Mai 1908 übernahm er das Kommando über die neu in Dienst gestellte Albatross und blieb dies bis Oktober des gleichen Jahres. Als die deutsche Kriegsflotte nach 1905 (damals mit der neuen Lübeck) am 14. Juli 1909 erstmals wieder Lübeck besuchte, erhielt Türk als Präses der Minenversuchskommission von seiner Behörde die Ausnahmegenehmigung, mit dem Minenschiff Pelikan, einem der ihm unterstellten Fahrzeuge, die Trave hinaufzufahren. Am Morgen des 15. Juli besuchte Bürgermeister Eschenburg das Schiff und überbrachte Türk und seinen Offizieren die Einladung des Lübeckischen Senats zu einem Festmahl, das ihnen am selben Abend im Germanistenkeller des Ratsweinkellers gegeben wurde. Am 7. April 1911 wurde Türk Dezernent im Reichsmarineamt. In dieser Stellung wurde er am 14. Oktober 1911 zum Kapitän zur See befördert.
Vom 3. September bis 14. November 1914 war Türk Kommandeur des Minen- und Sperrwesens der Marine-Division. Im September nahm er mit ihr an der Belagerung Antwerpens teil. Während der Kämpfe um die Sperrforts und an der Nete erhielt er bereits im Oktober 1914 das Eiserne Kreuz II. Klasse. Er wurde dann für einige Wochen der erste deutsche Hafenkommandant des Hafens von Antwerpen. Danach nahm er an den sehr verlustreichen Kämpfen um Nieuwpoort, Lombardzyde und St. Georges teil. Während dieser Kämpfe erhielt er 1915 das Eiserne Kreuz I. Klasse. Anschließend war er bis zum Ende des Ersten Weltkriegs Kommandeur des Minen- und Sperrwesens beim Marinekorps Flandern. Seine Geburtsstadt verlieh ihm am 10. November 1915 in Brügge das Lübeckische Hanseatenkreuz. Er wurde 1918 bei einem Fliegerangriff verwundet.
Nach dem Waffenstillstand von Compiègne stand Türk ab 22. November 1918 zur Verfügung des Chefs der Marinestation der Nordsee und zugleich zeitweise auch zur Verfügung der Waffenstillstandskommission in Spa. Er stellte sich dem Freikorps „Hülsen“ in Berlin zur Verfügung.
Am 12. Februar 1919 wurde Türk aus dem aktiven Dienst verabschiedet. Nachträglich erhielt er mit Rangdienstalter vom Tage seiner Verabschiedung am 30. August 1919 den Charakter als Konteradmiral verliehen.

### Zivilleben

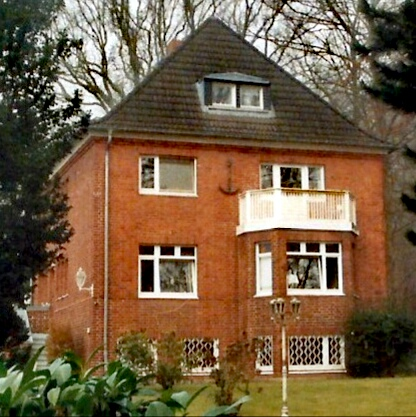
Einstiges Gebäude Gazelle

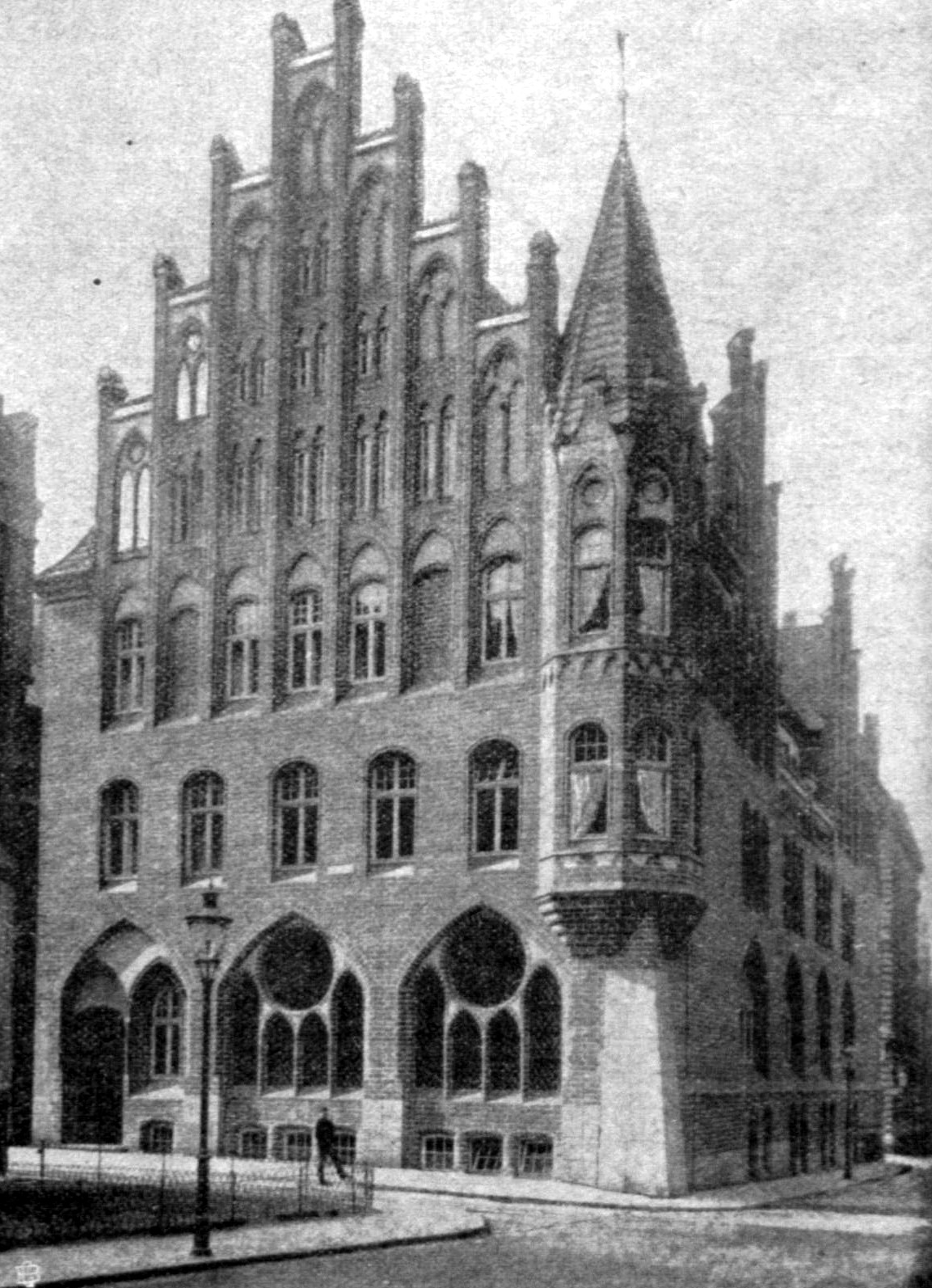
Das Marienwerkhaus, letzter Wohnsitz Türks

Nach seiner Verabschiedung aus der Marine ließ sich Türk im Spätsommer 1919 in Lübeck nieder und trat eine Stellung auf der Flenderwerft in Herrenwyk an. Dort war er Chef des Ordnungsdienstes der Brückenbau Flender AG. Später wurde er Repräsentant der Lübecker Flender-Werke. Während jener Zeit bewohnte er das Gebäude „Gazelle“ in der Travemünder Landstraße Nr. 155 (heute Kirchweg 73) in Siems.
Türk übernahm den Vorsitz der 1919 gegründeten Vereinigung ehemaliger aktiver und inaktiver Marineoffiziere, der Skagerrak-Gesellschaft Lübeck; sein Stellvertreter war der Konteradmiral a. D. Harry Mündel. Er engagierte sich in der Lübecker Sanitätskolonne des Roten Kreuzes. Als die Kücknitzer und Schlutuper Ortsgruppen der Kolonne 1927 eigenständig wurden, wurde er bis zu deren Auflösung 1934 Vorsitzender in Kücknitz. Am 14. Dezember 1929 erhielt er die zweite Klasse des Ehrenzeichens des Deutschen Roten Kreuzes.

### Ruhestand
Nach seinem Ausscheiden aus dem Arbeitsleben Mitte der 1930er Jahre zog er letztmals um. Er bezog eine Wohnung im Marienwerkhaus und hatte u. a. Willy Glogner, den Architekten des Hauses, als Nachbarn. Für die Lübecker Museen brachte er fortan sein Fachwissen als Konservator von Schiffsmodellen ein.
Im Jahre 1951 erstritt der damals 82-Jährige am Bonner Landgericht ein richtungweisendes Urteil: Seit seinem Ausscheiden aus der Marine hatte Türk bis zum Ende des Zweiten Weltkriegs eine staatliche Pension erhalten. Diese monatlichen Zahlungen endeten mit dem Ende des „Dritten Reichs“ und wurden von der Bundesregierung nicht wieder aufgenommen. Dagegen klagte er erfolgreich.

## Auszeichnungen und Ehrungen

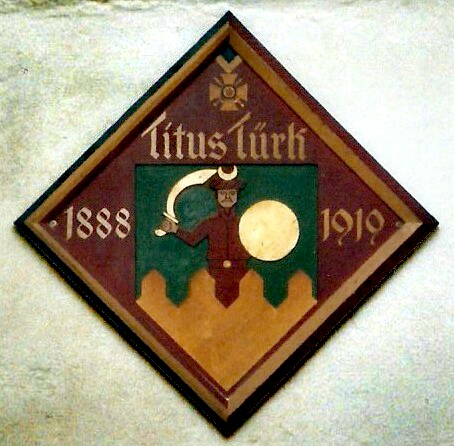
Admiralswappen Türks im Ratskeller zu Lübeck

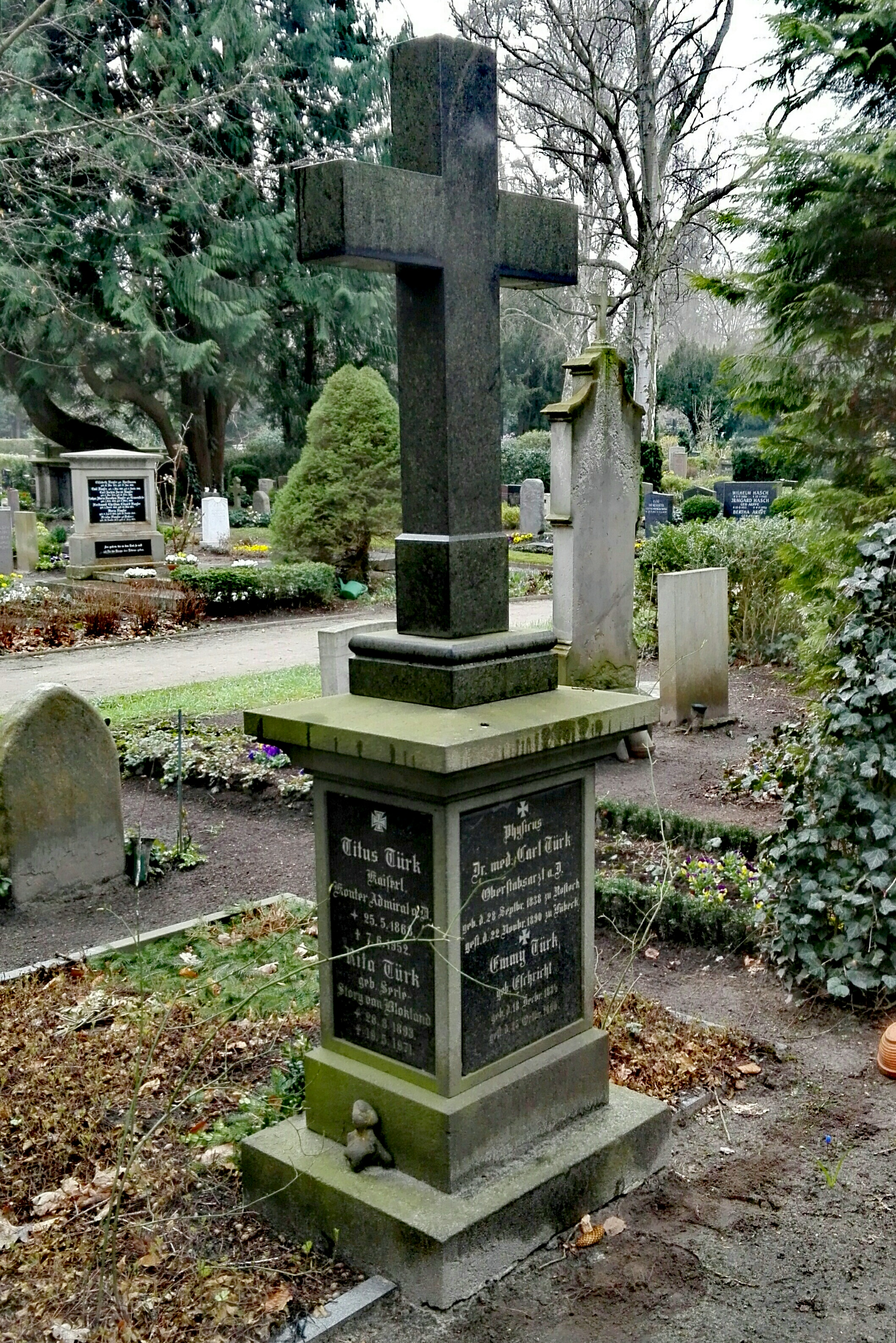
Grab auf dem Burgtorfriedhof

- Roter Adlerorden III. Klasse mit der Schleife[23]
- Kronenorden II. Klasse mit Schwertern[23]
- Eisernes Kreuz (1914) II. und I. Klasse[23]
- Preußisches Dienstauszeichnungskreuz[23]
- Bayerischer Militärverdienstorden III. Klasse mit Krone und Schwertern[23]
- Ritterkreuz des Greifenordens[23]
- Komtur des Hausordens vom Weißen Falken[23]
- Friedrich-August-Kreuz I. Klasse[23]

Am 13. April 1938 wurde Türk von der Hansestadt Lübeck anlässlich des 50. Jahrestags seines Dienstantritts geehrt. Oberbürgermeister Drechsler veranlasste die Anbringung des Namens und Wappens im Admiralszimmer des Ratskellers.

## Nachlass
Türk vermachte das Familienarchiv dem Archiv der Hansestadt Lübeck. Eine belgische Militärtrommel, ein Erinnerungsstück an seine Zeit in Flandern, schenkte er der Musikinstrumentensammlung des Lübecker Museums.

## Werke
- 75 Tage an Bord des Kreuzers „Restaurador“. Borchers. Lübeck 1905.
- Korallen und Seetang. Folge 1: „Ranga“ u. a. Geschichten. (mehr nicht erschienen) Schmidt-Römhild, Lübeck 1930.
- König Mataafa. In: Werner von Langsdorff: Deutsche Flagge über Sand und Palmen. 53 Kolonialkrieger erzählen. C. Bertelsmann, Gütersloh 1942, S. 52ff.